# Parvovírus
Parvovírus, geralmente abreviado para parvo, é um género da família Parvoviridae
Parvovírus são vírus DNA não-segmentado, com um tamanho médio de 5000 pares-base por genoma. Parvovírus são alguns dos menores vírus encontrados na natureza (daí o nome, do latim parvus = pequenos). Alguns têm sido encontrados com o reduzido tamanho de 23 nm.
Muitas espécies de mamíferos têm uma estirpe de parvovírus a eles associados. Parvovírus tendem a ser mais específicos sobre o táxon de animais que irão infectar, mas esta é uma característica pouco flexível. Assim, todas as estirpes de parvovírus canino irão afectar cães, lobos e raposas, mas apenas alguns delas irão infectar gatos.
Os seres humanos podem ser infectados por três géneros da Família Parvoviridae. São eles Dependovírus (por exemplo, o vírus adeno-associado), o Erythroviruses (por exemplo, parvovírus B19) e o Bocavírus.
Nos cães, os parvovírus provocam a parvovirose canina (ver Saúde canina) cursando com gastroenterite e sendo causado pelo parvovirus canino 2 (CPV-2).